# Schuss (Fußball)

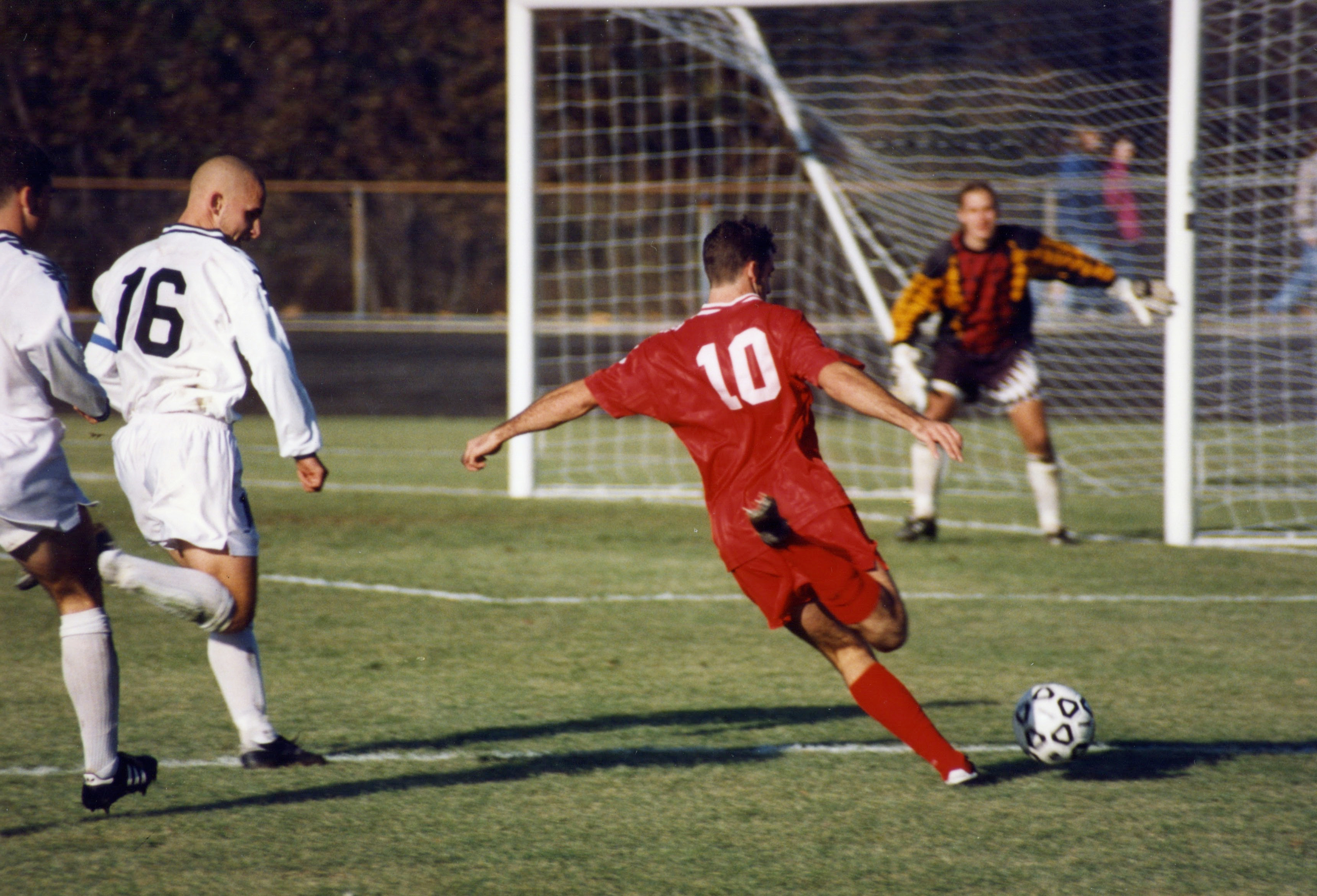
Torschuss

Als Schuss bezeichnet man im Fußball die Technik, den Ball mit dem Fuß zu stoßen. Je nach Spielsituation, beabsichtigter Schussrichtung, -höhe und -weite wird eine bestimmte Schusstechnik und Stoßenergie angewendet, wobei die Stoßbewegung des Fußes vom ganzen Bein ausgeht, mit Beugung des Unter- und Oberschenkels. In Sonderfällen, häufig unkontrolliert, wird der Ball auch mit anderen Teilen des Beins wie Schienbein, Knie etc. 'geschossen'.
Ob die beabsichtigte Wirkung eintritt, ist für die Einstufung als „Schuss“ nicht von Bedeutung; zum Beispiel sind auch misslungene Torschüsse oder Fehlpässe Schüsse.
In ganzheitlichem Sinn beschränkt sich ein Schuss nicht auf das (nur Millisekunden dauernde) Stoßen des Balls. Vielmehr kann ein Schuss als Prozess verstanden werden, zu dem insbesondere die vielfältigen Vorbereitungsschritte und auch die Bewegung des Balls direkt nach dem Schuss gehören („der Torwart hält den Schuss“).
Abgrenzung:
- Nur bei sehr weiter Definition können die Bewegungen des Spielers zum Beispiel bei der Ballannahme oder -„Mitnahme“, beim Ballführen/Balltreiben und beim Dribbling etc. als Schüsse verstanden werden.
- Nicht als Schuss gelten z. B. der Kopfstoß (Kopfball) (zählt jedoch z. B. in der Torschuss-Statistik), Einwürfe, Ballstöße mit der Brust etc. Auch sog. „Abpraller“ vom Fuß (z. B. bei der Ballannahme („Stoppen“), bei der Flankenabwehr oder unbeabsichtigt) werden nicht als Schüsse bezeichnet.

## Zweck
- Im Angriffsspiel (Ballbesitz der eigenen Mannschaft) werden Schüsse dazu benutzt, Tore zu erzielen (z. B. beim Torschuss, Strafstoß etc.) oder den Ball einem Mitspieler zuzuspielen (alle Pass-Varianten, Eckstoß, Abstoß und Abschlag usw.).
- Im Abwehrspiel werden Schüsse angewendet, um den Gegner vom Ball zu trennen, den Ball aus der Gefahrenzone zu befördern (etwa nach einem gegnerischen Eckball), als Spiel ins Seitenaus, beim Tackling usw.  Mit Schüssen im Abwehrspiel wird häufig gleichzeitig auf Angriffsspiel umgeschaltet, z. B. mit einem Pass zu einem eigenen Mitspieler.

## Schusstechniken
Die für Schüsse erforderliche Körperbewegung und -beherrschung erreichen viele Spieler nur bei Schüssen mit ihrem „richtigen Fuß“ (häufig der rechte; auch „Schussbein“ oder „Spielbein“ genannt), wobei sie das andere Bein dann in der Regel als Standbein oder für Schüsse nur selten benutzen. Auch das Standbein ist beim Schuss wichtig, weil es die für den Schuss notwendige Standfestigkeit gibt.
Ebenso ist eine gute, dem Gegner überlegene Kondition (Kraft, Schnelligkeit …) von Bedeutung, da es sonst häufig gar nicht zum Schuss kommt oder nur mit letzter Kraft ausgeführte Schüsse ihre beabsichtigte Wirkung oft verfehlen.
Je nach Situation gehen dem eigentlichen Schießen zahlreiche vorbereitende Maßnahmen voraus. Bei ruhendem Ball sind dies z. B. das Hinlegen des Balls, das Anvisieren des Schussziels, der Anlauf etc. Bei bewegtem Ball zählen zur Vorbereitung z. B.: das Beobachten/Einschätzen des Balls, der Gegner, der freien oder gedeckten Mitspieler und ihrer Geschwindigkeit, die Überlegung per Steilpass oder Querpass zu spielen usw.
Es wird zwischen verschiedenen Schusstechniken unterschieden. Differenziert wird zwischen der verwendeten Fußfläche, der Stellung des Fußes, der Körperhaltung sowie der Position des Balles.

### Fußstellung
- Vollspannstoß: Der Spielfuß ist nach unten gestreckt. Der Ball wird mit dem Fußspann oder Fußrücken nach einer betonten Ausholbewegung des Spielbeins getroffen. Spannschüsse können besonders hart sein.
- Innenseitstoß: Der Spielfuß ist im rechten Winkel zum Standbein nach außen gedreht. Der Ball wird mit der Innenseite des Fußes gestoßen. Dieser Stoß ist nicht besonders hart, aber über kurze und mittlere Distanzen sehr präzise.
- Innenspannstoß: Der Spielfuß ist leicht nach außen gedreht. Der Ball wird mit dem Innenrist getroffen. Mit diesem Stoß lässt sich der Ball schlenzen.
- Außenspannstoß: Der Spielfuß ist leicht nach innen gedreht. Der Ball wird mit dem Außenrist getroffen. Der Schuss ist in der Regel weniger schnell und kann einen starken Außen-Effet entwickeln.
- Außenseitstoß: Der Spielfuß ist leicht nach innen gedreht und leicht geneigt. Der Ball wird mit leichtem Schwung aus dem Unterschenkel mit der Außenseite des Fußes gestoßen. Dieser Stoß eignet sich für kurze Distanzen.
- Hackenstoß: Der Ball wird mit der Hacke gespielt. Er eignet sich für überraschende Schüsse, ist jedoch aufgrund der Rückwärtsbewegung des Beines der am schwersten zu beschleunigende Schuss.
- Piekenstoß: Der Ball wird mit der Fußspitze gespielt. Dieser Schuss erfordert überdurchschnittliche technische Fähigkeiten. Wenn diese Schusstechnik nicht beherrscht wird, kann der Ball unkontrolliert abspringen und/oder beschleunigen. Wird sie beherrscht, ist gerade die hohe Beschleunigung des Balles ein großer Vorteil.

### Körperhaltung
Bei der schulbuchmäßigen Körperhaltung eines vorwärtsgewandten Schusses steht das Standbein je nach Schusstechnik etwa 1 bis 3 Fußbreiten seitlich vom Ball und der Oberkörper wird leicht über das Standbein geneigt. Vor dem Schuss nimmt der Spieler in der Regel einige Schritte „Anlauf“. Alle Details zur Körperhaltung werden in konkreten Spielsituation ggf. variiert.
- Beim Hüftdrehstoß wird der Ball in Hüfthöhe zumeist mit dem Vollspann geschossen. Der Spieler bleibt mit einem Bein auf dem Boden.
- Beim Seitfallstoß hat der Spieler keine Bodenberührung und schießt den Ball quer in der Luft liegend ab.
- Beim Fallrückzieher schießt der Stürmer den Ball mit dem Rücken zum Tor gewandt, der Abwehrspieler mit Blick zum Tor und ebenfalls in der Luft liegend, über seinen eigenen Kopf hinweg. Auch hier wird der Ball im Idealfall mit dem Vollspann getroffen.
- Beim Scherenschlag springt der Spieler mit dem Schussbein ab, hebt gleichzeitig das andere Bein an und schließt dann mit einer gegenläufigen Bewegung der Beine ab.

### Ballposition
Schüsse lassen sich u. a. grundsätzlich danach unterscheiden, ob sie bei ruhendem Ball oder ob sie mit Ballbewegung ausgeführt werden.
- Beim ruhenden Ball – also bei Freistößen, Eckstößen, Anstoß, Abstoß und Elfmetern – wird der Ball vom Boden aus und aus dem bewegungslosen Zustand beschleunigt.
- Ist der Ball in Bewegung, so muss der Schuss je nach Situation mit der geeigneten Technik ausgeführt werden. Zu unterscheiden ist hierbei die Bewegungsrichtung des Balls – in Laufrichtung; von vorne, von der Seite, flach oder hoch ankommend.
- Beim  Volleyschuss wird der Ball – von einem Mitspieler oder ungewollt vom Gegenspieler kommend – aus der Luft gespielt, ohne dass er vorher den Boden berührt.
- Beim Dropkick wird der Ball unmittelbar nach dem Aufsetzen auf dem Boden (englisch: to drop), meist als Vollspannstoß geschossen und dadurch besonders stark beschleunigt.

### Weitere Begriffe
Versetzt man den Ball beim Schuss in starke Rotation („schneiden“), entsteht durch den vom Effet erzeugten Magnus-Effekt eine Bahnablenkung (Bananenflanke). Ein mit nur geringer oder keiner Rotation getretener Schuss kann sich durch die instabilen Strömungsverhältnisse zum Flatterball entwickeln.
Mit besonderen Bezeichnungen werden umgangssprachlich bestimmte Varianten von Schüssen bezeichnet, zum Beispiel:
Lattenschuss, Pfostenschuss, Fernschuss, Distanzschuss, Elfmeter, Kunstschuss, Lupfer, Bogenlampe, „Hammer“ (gewaltiger Schuss) usw. Ein Fuß oder ein Bein mit sehr viel Schusskraft wird im Fußballjargon als Klebe bezeichnet.
Unbeabsichtigte Fehlschüsse werden umgangssprachlich „Querschläger“ oder auch „Kerze“ etc. genannt.
Schießt ein Verteidiger den Ball unkontrolliert sehr weit aus der eigenen Hälfte hinaus, spricht man von einem "Befreiungsschlag".

## Schussgeschwindigkeit
Eine Auswertung des Elfmeterschießens zwischen England und Deutschland während der Fußball-Europameisterschaft 1996 ergab, dass die durchschnittliche Geschwindigkeit eines Elfmeterschusses 120 km/h betrug. Es können jedoch auch Geschwindigkeiten bis etwa 140–160 km/h oder noch höher erreicht werden.
Der brasilianische Fußballer Ronny erzielte im Jahre 2007 für seinen damaligen Verein Sporting Lissabon ein Freistoßtor mit der höchsten jemals gemessenen Geschwindigkeit von 210,9 km/h. Ein Professor der Universität Porto bestätigte die Messung und erklärte diese Geschwindigkeit für physikalisch möglich. Ein Physik-Professor der Georg-August-Universität Göttingen hält es jedoch physikalisch nicht für möglich und zweifelt die Messung an.